# Москва-Сити (станция МЦК)
Москва́-Си́ти (до 31 марта 2024 года — Делово́й центр) — остановочный пункт Малого кольца Московской железной дороги, обслуживающий маршрут городского электропоезда — Московское центральное кольцо. Открыт 10 сентября 2016 года вместе с открытием пассажирского движения электропоездов МЦК. Назван по расположенному рядом деловому центру «Москва-Сити», проектное название — Си́ти. Входит в состав транспортно-пересадочного узла, включающего в себя одноимённую станцию метро Филёвской линии (до 2024 года — «Международная»), а также одноимённую платформу МЦД-4 (до 2024 года — Тестовская).

## Расположение и пересадки
Расположена на эстакаде в Пресненском районе, возле Звенигородского шоссе и Тестовской улицы.
Вестибюль платформы МЦК находится под эстакадой вплотную к вестибюлю станции метро «Москва-Сити», на которую имеется прямая крытая пересадка. Пассажиры метрополитена и МЦК могут пересаживаться между линиями с осуществлением билетного контроля, но без дополнительного списывания поездки в течение 90 минут с момента первого прохода, если пассажир сохранил и при пересадке приложил билет, использованный им ранее для входа. Для пересадки между вестибюлями требуется пройти по крытому пешеходному переходу, в котором расположены различные магазины и кафе.
На расстоянии порядка 500 м к северу расположена платформа МЦД-1 Тестовская и рядом расположена платформа МЦД-4 Москва-Сити, прямая пересадка на которую открылась 20 июня 2024 года.

## Технические характеристики
Остановочный пункт расположен на 658-метровой эстакаде. Имеет одну островную платформу, прозрачные навесы зелёного цвета сверху и по бокам, защищающие пассажиров от ветра и дождя.
Имеет один вестибюль, совмещённый с вестибюлем станции метро «Москва-Сити» и подземным переходом под Тестовской улицей. Выход на обе стороны Тестовской улицы (к ММДЦ «Москва-Сити») и к ботаническому саду лекарственных растений Первого московского государственного медицинского университета им. Сеченова (к Шелепихинской набережной). Выход на Шелепихинскую набережную был законсервирован после начала строительства станции МЦД-4 «Москва-Сити». На платформу станции из кассового зала ведут два ряда эскалаторов и лифт.

## Строительство
Строительные работы на данном участке были начаты осенью 2015 года. Несмотря на поздний срок, строители уже к зиме возвели платформу для посадки, крышу, лифты, эскалаторы и переходы. В январе 2016 года велась отделка и электрификация. Строительство вела компания ООО «Трансбалтстрой».

## Пассажиропоток
Из 31 станции МЦК Москва-Сити занимает 12-е место по популярности. В 2017 году средний пассажиропоток по входу и выходу составил 20 тыс. чел. в день и 612 тыс. чел. в месяц. В ноябре 2017 года средний пассажиропоток станции составил 17,1 тысячи человек в сутки.

## Наземный общественный транспорт
На этой станции можно пересесть на следующие маршруты городского пассажирского транспорта:

## Галерея
| - Вид на эстакаду со станцией. На заднем плане — ММДЦ - Западный вход в вестибюль. На заднем плане справа — Шелепихинская набережная - Пассажирская платформа. Вид в сторону станции Шелепиха - Электропоезда ЭС2Г перед платформой. Вид в сторону станции Кутузовская |